# Polyrhachis cyrtomyrmoides
Polyrhachis cyrtomyrmoides är en myrart som beskrevs av Horace Donisthorpe 1947. Polyrhachis cyrtomyrmoides ingår i släktet Polyrhachis och familjen myror. Inga underarter finns listade i Catalogue of Life.

## Bildgalleri

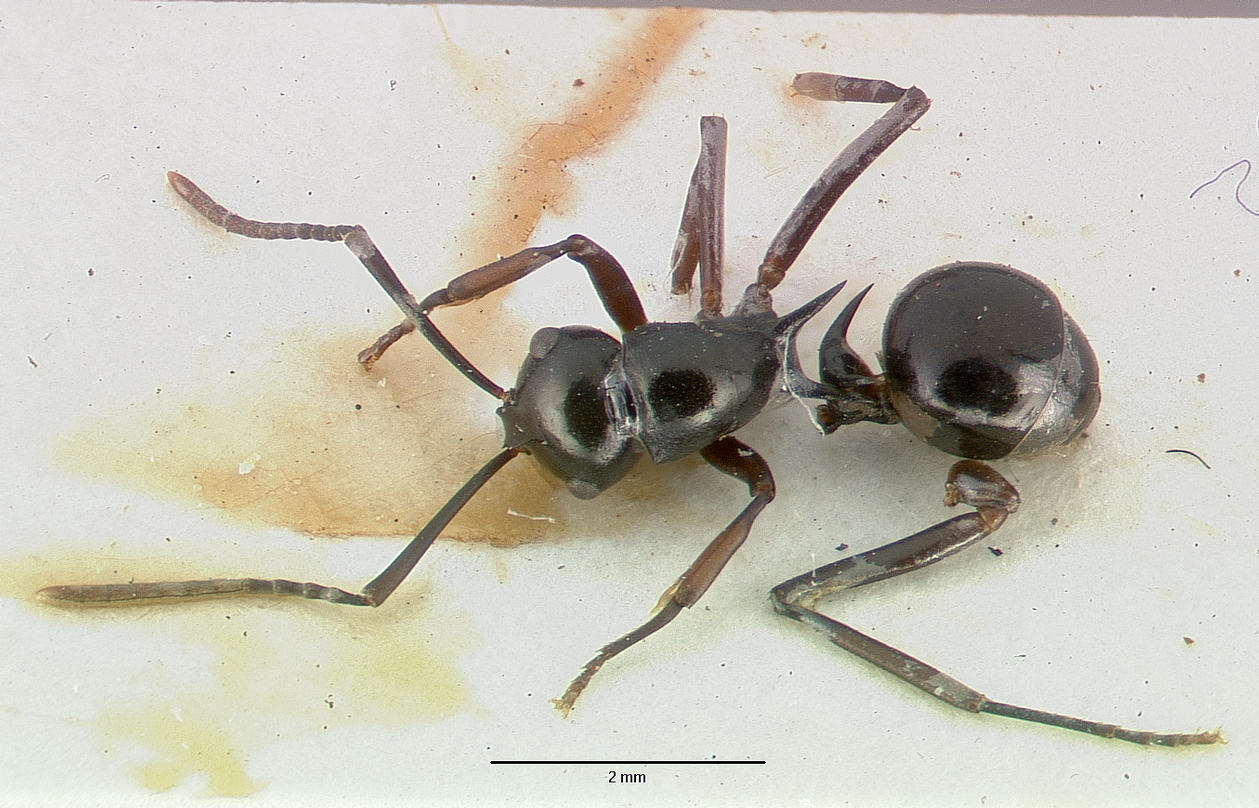
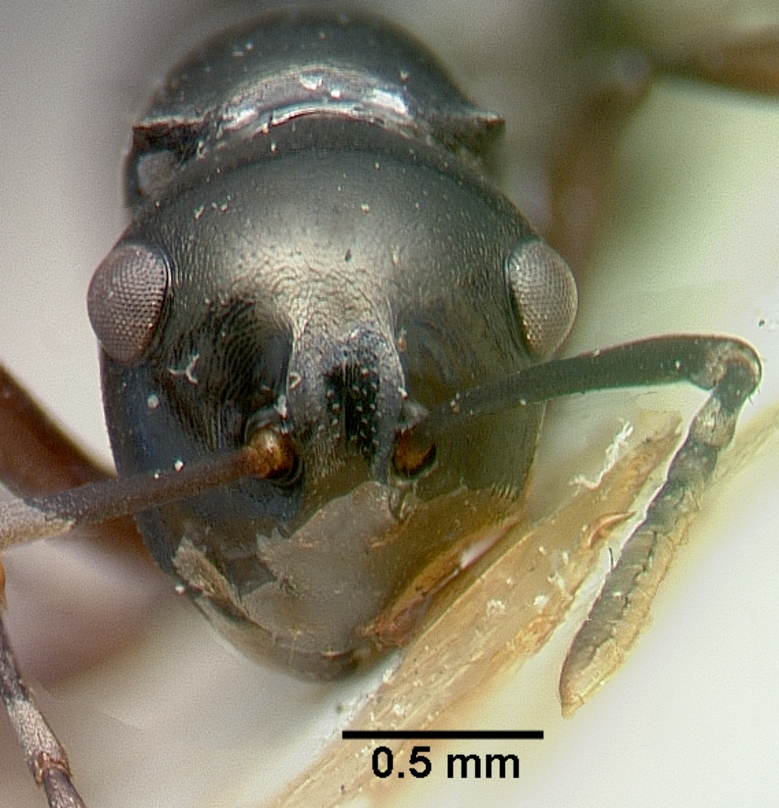
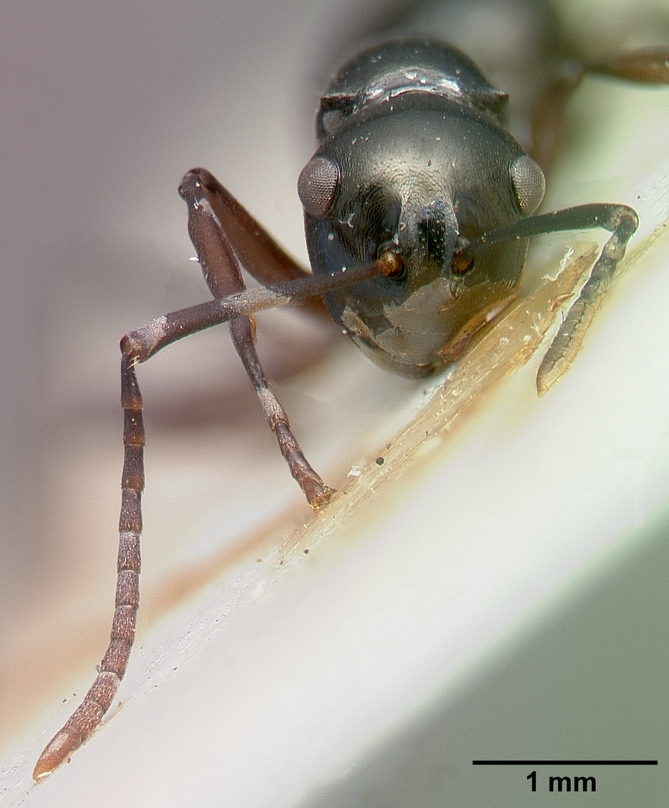
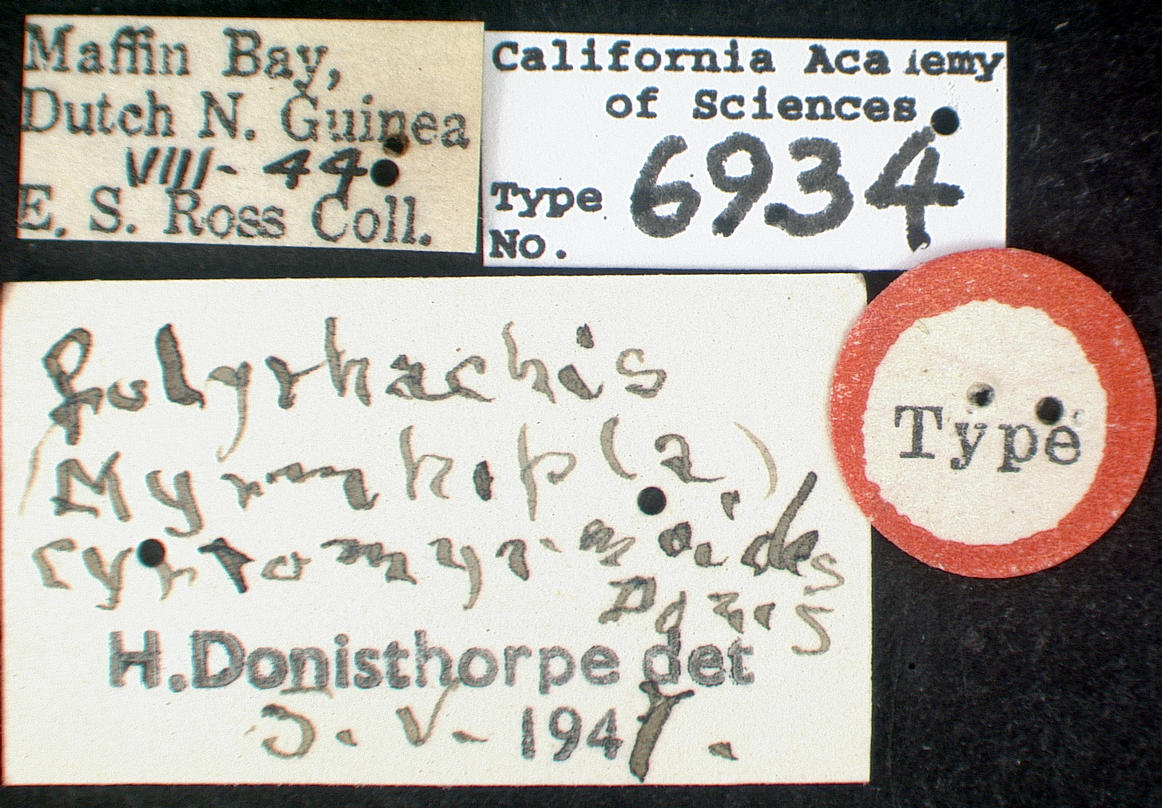
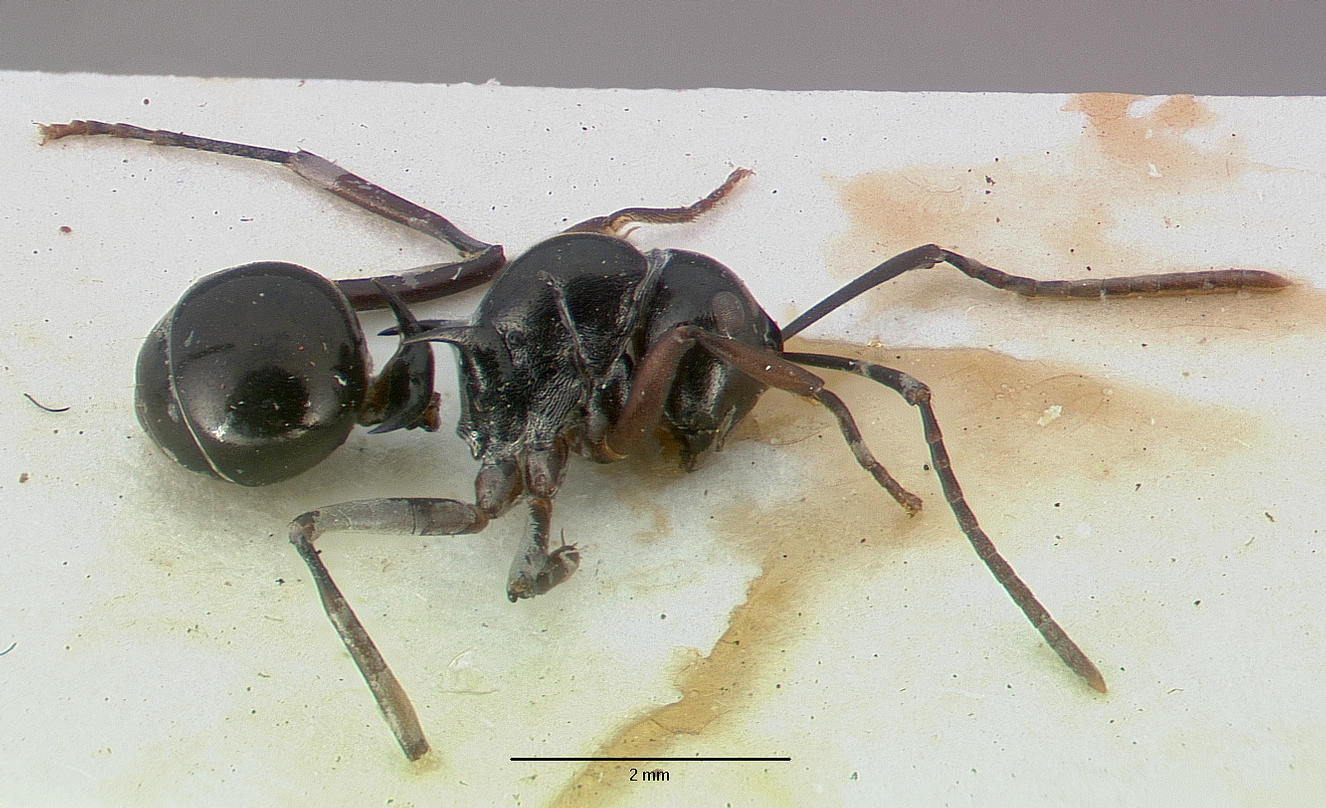